# Moritz Julius Bonn
Moritz Julius Bonn, född 26 juni 1873 i Frankfurt am Main, Tyskland, död 25 januari 1965 i London, var en tysk nationalekonom, som 1920 blev professor vid handelshögskolan i Berlin. Han var en framstående kännare av samtidens kolonialpolitik och internationella finansfrågor. Bland hans skrifter märks Irland und die irische Frage (1918) samt Amerika und sein Problem (1925).

## Biografi
Den judiska familjen Bonn bodde i Frankfurt i fyrahundra år. Anfadern Aaron Jacob Bonn zum Hirschen dog 1556. Hans ättling Aron Bonn, chef för det judiska samfundet, bodde i huset Zum fröhlichen Mann på Frankfurts judegata. Han hade också en nyckel till porten som separerade gettot från staden. Fadern till Moritz Julius Bonn, den siste ättlingen av denna judiska familj, var 1939 tvungen att lämna staden.

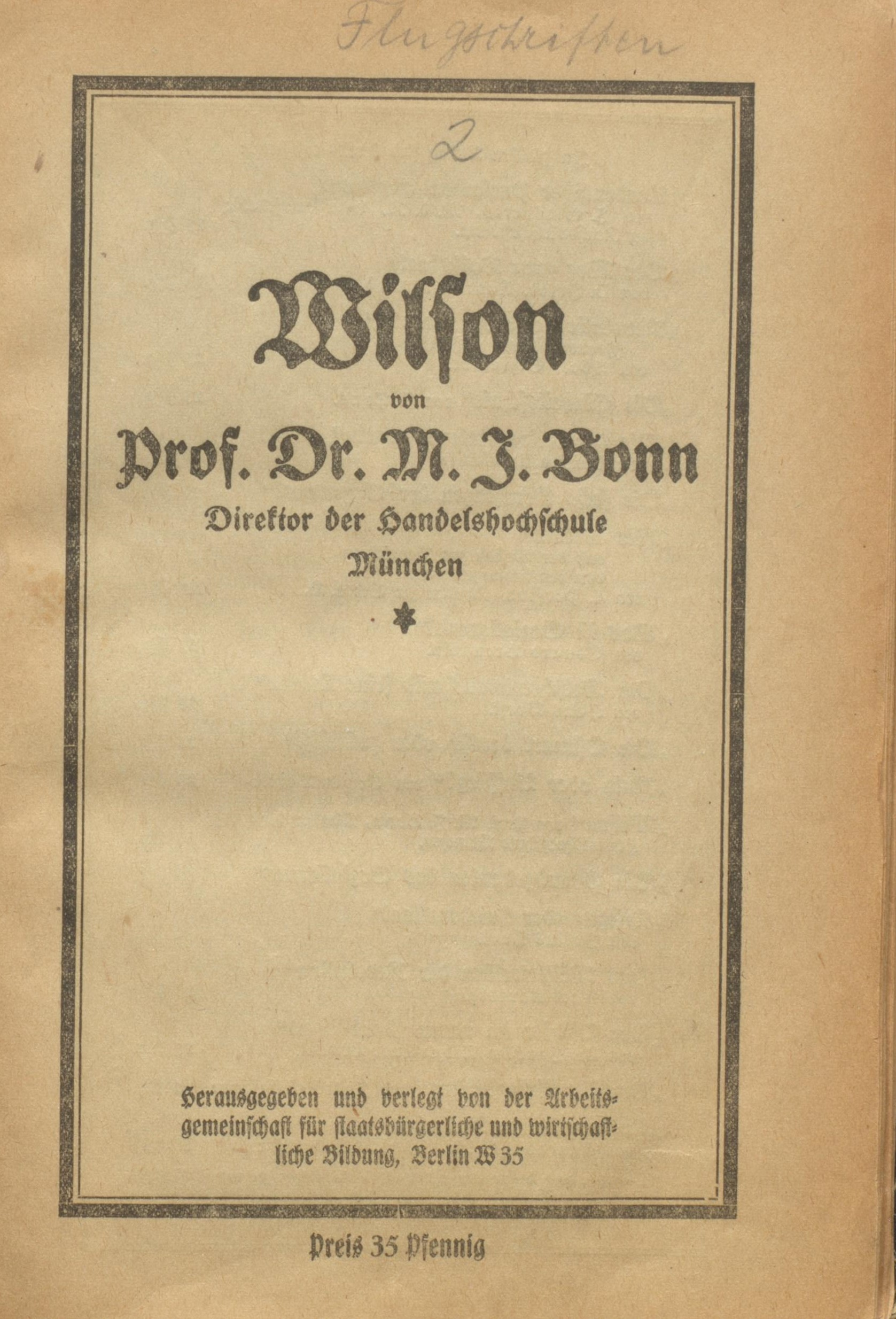
Wilson

Bonn tillbringade sina barndoms- och skolår i Frankfurt. År 1876 bodde familjen dock i London i ett år av affärsskäl. Efter faderns död kunde änkan Bonn omkring 1890 bygga ett hus i Kronberg im Taunus genom arvet. Platsen blev Bonns hem under hans ungdom. Efter att ha gått på filantropen och senare Städtische Gymnasium studerade Bonn först filosofins historia med Kuno Fischer vid universitetet i Heidelberg under två terminer. Han deltog sedan i föreläsningar av Karl Knies vid Historiska Handelshögskolan. Han bytte slutligen till ekonomi 1893 och studerade med Lujo Brentano vid universitetet i München, där han disputerade 1895 med avhandlingen Spaniens Niedergang während der Preisrevolution des 16. Jahrhunderts.
På rekommendation av Brentano, strax före hans doktorsexamen, hade Bonn avslutat en termin med Carl Menger vid Universitetet i Wien. Genom sitt medlemskap i Samhällsvetenskapliga studentföreningen träffade han politikern Engelbert Pernerstorfer, som blev hans mentor. Efter doktorsexamen avslutade Bonn vinterterminen 1895/96 med Max Weber vid universitetet i Freiburg.
Från maj 1896 till 1898 studerade Bonn vid London School of Economics and Political Science. Under denna tid började han sin intensiva ekonomiska och historiska forskning om den engelska koloniseringen av Irland. År 1904/05 bodde han i Italien, där han träffade den engelska kvinnan Theresa Cubitt, som han gifte sig med i London 1905.
Bonn habiliterade i München 1905 med arbetet Die englische Kolonisation in Irland. Efter en kort tid som privat föreläsare bodde han 1906 tillsammans med sin hustru i Sydafrika i ett år för att studera den västerländska kapitalismens genomslag på en inhemsk ekonomi. I januari 1907 reste de vidare till tyska Sydvästafrika.

## Karriär
Hösten 1910 öppnade Bonn – under tiden utnämnd till docent – som föreståndare för Handelshochschule, en stiftelse för staden München och handelskammaren. (Skolan integrerades i Münchens tekniska universitet 1922 som ett tekniskt-ekonomiskt institut.) Sommaren 1913 orsakade Bonn stor uppståndelse inom kulturbyråkratin genom inbjudan till Tomáš Masaryk att hålla en föreläsning på handelsskolan i slutet av sommarterminen.
För att genomföra en gästprofessur reste Bonn till USA den 26 juli 1914, men under överfarten började första världskriget och en dag efter ankomsten till New York den 3 augusti 1914 befann sig Tyskland och England i krigstillstånd. I denna prekära situation för det tysk-engelska  paret avslutade Bonn följande gästprofessurer:[10] 
1. Vinterterminen 1914/15: University of California,
2. Sommarterminen 1915: Carl-Schurz-föreläsare vid University of Wisconsin–Madison
3. Vinterterminen 1915/16: Jakob-Schiff-föreläsare om tysk kultur vid Cornell University.

Våren 1916 kontaktade Bonn den tyska ambassaden i New York, ledd av Johann Heinrich Graf von Bernstorff. Här kunde han börja arbeta som assistent för valuta- och valutafrågor på finansavdelningen hos riksrådet Heinrich Albert. Patricia Clavin drar slutsatsen att han försökte övertyga den amerikanska allmänheten om att Amerika inte skulle ingripa i kriget.
Efter sammanbrottet av de diplomatiska förbindelserna mellan USA och Tyskland återvände Bonn till Tyskland och efter en kort tid på propagandaavdelningen vid det federala utrikesdepartementet i Berlin kunde han åter ta över ledningen av Handelshögskolan i München.
År 1919 var Bonn medlem av den tyska delegationen ledd av den tillförordnade utrikesministern Ulrich Graf Brockdorff-Rantzau för att förhandla om Versaillesfördraget.
Våren 1920 utsågs Bonn av rikskansliet till rådgivare till rikskansler Fehrenbach i skadeståndsfrågor. I denna egenskap deltog han i Spa-konferensen(en) i juli 1920. Efter konferensen blev Bonn lektor vid Handelshochschule Berlin och chef för Finansinstitutionen, som han grundade. Samma år deltog han i grundandet av tyska politiska skolan. Efter att ha valts av sina kolleger kunde Bonn ta över som rektorn för handelshögskolan i oktober 1931. 
Bonn ansågs vara en av Weimarrepublikens ledande ekonomiska experter. Som sådan blev han ett tidigt offer för den nationalsocialistiska politik. I april 1933 avgick han från sitt rektorsämbete för Berlin Business School och emigrerade. Hans avsked gav stora rubriker i den engelska och amerikanska pressen, något som hände Albert Einstein på ett liknande sätt.
Trots sin inblandning i den angloamerikanska världen kände sig Bonn i exil, vilket han uttryckte genom att posera som en kosmopolitisk "vandrande forskare", enligt hans "Wandering Scholar" (1948). Han hade fjärmat sig från Tyskland: "Det Tyskland som jag varit en del av, hoppas jag, inte på ett ovärdigt sätt har försvunnit.". Bonn bodde återstoden av sitt liv i London.

## Position
Bonn hade hög internationell status fram till sin emigration 1933. Han var finansiell rådgivare till många riksregeringar under Weimarrepubliken och han representerade Tyskland som sändebud vid internationella konferenser. Som författare kunde han placera ledarartiklar i Frankfurter och Vossische Zeitung och i Berliner Tageblatt. Enligt sina egna uttalanden kände han, med undantag för Kurt von Schleicher, alla kanslerer i Weimarrepublikens regeringar.
Men efter andra världskrigets slut kunde Bonn inte återfå sitt tidigare rykte från mellankrigstiden. Bristen på ett grundläggande vetenskapligt arbete kan knytas till förlusten av band till Tyskland efter 1933 till följd av utvandringen och – paradoxalt nog – den liberalism som han konsekvent förespråkade.